# (16389) 1981 EC39
A (16389) 1981 EC39 a Naprendszer kisbolygóövében található aszteroida. Schelte J. Bus fedezte fel 1981. március 2-án.